# Shake It Up: I Love Dance
Shake It Up: I Heart Dance (no Brasil No Ritmo: I <3 Dance) (estilizado como Shake It Up: I <3 Dance) é a última e terceira trilha sonora da série original do Disney Channel, Shake It Up, protagonizada por Bella Thorne e Zendaya, cantoras que estão presentes na lista de faixas, e foi lançada em 5 de março de 2013. O álbum conta com músicas cantadas por estrelas do Disney Channel, como Bella Thorne, Zendaya, Roshon Fegan, Caroline Sunshine, Coco Jones, Bridgit Mendler, as irmãs McClain, Olivia Holt, Selena Gomez e Dove Cameron . 

## Singles
Contagious Love é o primeiro e único single do álbum. Foi lançado para download digital, em 19 de fevereiro de 2013 e foi visto em DisneyMusicVEVO. O vídeo foi lançado em DisneyMusicVEVO e Vevo em 1 de Março de 2013.

## Faixas
As faixas foram divulgadas no dia 23 de Janeiro de 2013
| Padrão         |                                                      |                                                                       |                                  |         |  |
| N.º            | Título                                               | Compositor(es)                                                        | Artista                          | Duração |  |
| 1.             | "Contagious Love"                                    | Lambert Waldrip, Miranda R. Johnson, Anya Vasilenko                   | Zendaya e Bella Thorne           | 2:15    |  |
| 2.             | "This Is My Dance Floor"                             | Aris Archontis, Chen Neeman, Jeannie Lurie                            | Bella Thorne e Zendaya           | 3:09    |  |
| 3.             | "Beat Of My Drum"                                    | Jay L'Oreal, James J. Abrabart, Melvin Hough II, Revelino R. Wouter   | Zendaya                          | 3:16    |  |
| 4.             | "Blow The System"                                    | David Dawood, Natalia Hajjara, Darryl Connell, Philippe-Marc Anquetil | Bella Thorne                     | 3:30    |  |
| 5.             | "Afterparty"                                         | Bardur Haberg, Scott Krippayne                                        | Roshon Fegan e Caroline Sunshine | 2:43    |  |
| 6.             | "Holla at the DJ (The DJ Mike D Mix)"                | Makeba Riddick, Brian Kennedy, Lashawn Daniels                        | Coco Jones                       | 3:25    |  |
| 7.             | "These Boots Are Made for Walkin"                    | Lee Hazlewood                                                         | Olivia Holt                      | 2:22    |  |
| 8.             | "Sharp as a Razor"                                   | Niclas Molinder, Joacim Persson, Johan Alkenas, Charlie Mason         | McClain Sisters                  | 3:15    |  |
| 9.             | "Future Sounds Like Us"                              | Bardur Haberg, Oli Jogvansson, Michelle Lewis, Heidi Rojas            | Dove Cameron                     | 2:57    |  |
| 10.            | "I Can Do Better"                                    | Tim James, Antonina Armato, Adam Smeaton                              | Young L.A. (BG5)                 | 2:34    |  |
| 11.            | "Shake It Up (Theme Song)(Cole Plante Reboot Remix)" | Jeannie Lurie, Aris Archontis, Chen Neeman                            | Selena Gomez                     | 3:32    |  |
| 12.            | "We’re Dancing (Alex Ghenea 3.0 Remix)"              | Bridgit Mendler, Josh Alexander, Billy Steinberg                      | Bridgit Mendler                  | 3:31    |  |
| Duração total: | Duração total:                                       | Duração total:                                                        | Duração total:                   | 41:26   |  |

| Walmart Exclusive Bonus Tracks |                            |                                    |              |         |  |
| N.º                            | Título                     | Compositor(es)                     | Artista      | Duração |  |
| 13.                            | "Get'cha Head In the Game" | Ray Cham, Greg Cham, Andrew Seeley | Bella Thorne | 2:40    |  |
| 14.                            | "I Do"                     | Dan Book; Alexei Misoul            | Drew Seeley  | 3:42    |  |

| Target Exclusive Bonus Tracks |                   |                                                          |                       |         |  |
| N.º                           | Título            | Compositor(es)                                           | Artista               | Duração |  |
| 13.                           | "I'm Back"        | Ben Charles                                              | Zendaya               | 2:26    |  |
| 14.                           | "Freaky Freakend" | Lambert Waldrip, Miranda R. Johnson                      | Coco Jones            | 2:35    |  |
| 15.                           | "Law of Averages" | Antonina Armato, Tim James, Adam Smeaton, Adam Schmalhoz | TKO, SOS, & Nevermind | 2:43    |  |